# Synemosyna decipiens
Synemosyna decipiens is een spinnensoort in de taxonomische indeling van de springspinnen (Salticidae).
Het dier behoort tot het geslacht Synemosyna. De wetenschappelijke naam van de soort werd voor het eerst geldig gepubliceerd in 1896 door Octavius Pickard-Cambridge.